# Schizopyge niger
Schizopyge niger es una especie de peces de la familia
Cyprinidae en el orden de los Cypriniformes.

## Morfología
- Los machos pueden llegar alcanzar los 27 cm de longitud total[1] y 2.700 g de peso.[2][3]

## Alimentación
Come detritus y materia vegetal.

## Hábitat
Es un pez de agua dulce y de clima tropical.

## Distribución geográfica
Se encuentran en Asia: la India (el Valle de Cachemira) y Pakistán (Azad Kashmir).